# Pholcophora
Pholcophora là một chi nhện trong họ Pholcidae.

## Các loài
Các loài trong chi này gồm:
- Pholcophora americana Banks, 1896
- Pholcophora bahama Gertsch, 1982
- Pholcophora juruensis Mello-Leitão, 1922
- Pholcophora maria Gertsch, 1977
- Pholcophora mexcala Gertsch, 1982
- Pholcophora texana Gertsch, 1935